# Sylvain Grosjean
Sylvain Grosjean (* 19. September 1990) ist ein französischer Badmintonspieler. 

## Karriere
Sylvain Grosjean gewann in Frankreich zahlreiche Nachwuchstitel, bevor er 2009 erstmals international durch den Gewinn der Junioren-Europameisterschaft auf sich aufmerksam machte. 2010 wurde er Dritter bei den Turkey International, 2011 siegte er bei den Dutch International. 2011 wurde er auch erstmals nationaler Meister bei den Erwachsenen. 2010 und 2011 nahm er an den Badminton-Weltmeisterschaften teil.

## Sportliche Erfolge
| Saison    | Veranstaltung                                | Disziplin    | Platz | Name                               |
| --------- | -------------------------------------------- | ------------ | ----- | ---------------------------------- |
| 2005/2006 | Französische Nachwuchsmeisterschaft (Cadets) | Mixed        | 1     | Sylvain Grosjean / Sandrine Callon |
| 2006/2007 | Französische Nachwuchsmeisterschaft (Cadets) | Mixed        | 1     | Sylvain Grosjean / Sandrine Callon |
| 2006/2007 | Französische Nachwuchsmeisterschaft (Cadets) | Herrendoppel | 1     | Sylvain Grosjean / Maxime Michel   |
| 2007/2008 | Französische Juniorenmeisterschaft           | Mixed        | 1     | Sylvain Grosjean / Sandrine Callon |
| 2007/2008 | Französische Juniorenmeisterschaft           | Herrendoppel | 1     | Sylvain Grosjean / Maxime Michel   |
| 2008/2009 | Französische Juniorenmeisterschaft           | Mixed        | 1     | Sylvain Grosjean / Sandrine Callon |
| 2008/2009 | Französische Juniorenmeisterschaft           | Herrendoppel | 1     | Sylvain Grosjean / Maxime Michel   |
| 2009      | Junioren-Europameisterschaft                 | Herrendoppel | 1     | Sylvain Grosjean / Sam Magee       |
| 2010      | Turkey International                         | Herrendoppel | 3     | Sylvain Grosjean / Baptiste Carême |
| 2010      | Strasbourg Masters                           | Herrendoppel | 2     | Sylvain Grosjean / Baptiste Carême |
| 2010/2011 | Französische Meisterschaft                   | Herrendoppel | 1     | Sylvain Grosjean / Baptiste Carême |
| 2011      | Dutch International                          | Herrendoppel | 1     | Sylvain Grosjean / Baptiste Carême |